# James Elkins
James Elkins   (Ithaca, 13 d'octubre de 1955) és un historiador de l'art i crític d'art nord-americà. Ocupa la Càtedra E.C. Chadbourne d'Història de l'art, teoria i crítica a la School of the Art Institute of Chicago. També coordina el Stone Summer Theory Institute, una escola de curta durada sobre història de l'art contemporani amb seu a la School of the Art Institute of Chicago.
Elkins s'imagina la història de l’art en dibuixos, com una platja o com un mapa o com altres paisatges, no com una línia simple i contínua en què es van succeint diferents corrents artístics o moviments.

## Formació
- Grau en Arts, cum laude, 1977, Universitat Cornell
- Màster en Arts, 1984, Universitat de Chicago
- Doctorat amb honors, 1989,  Universitat de Chicago

## Publicacions
- Pictures and Tears: A History of People Who Have Cried in Front of Paintings[2]
- Chinese Landscape Painting as Western Art History
- Pictures of the Body: Pain and Metamorphosis
- The Domain of Images
- How to Use Your Eyes[3]
- What Painting Is[4]
- The Poetics of Perspective
- The Object Stares Back: On the Nature of Seeing[5]
- Why are our Pictures Puzzles?[6]
- What Happened to Art Criticism?[7][8]
- Visual Studies: A Skeptical Introduction
- Why Art Cannot Be Taught: A Handbook For Art Students[9]
- Six Stories From the End of Representation
- Stories of Art[10]
- On the Strange Place of Religion in Contemporary Art[11]
- On Pictures and the Words That Fail Them[6]
- Our Beautiful, Dry, and Distant Texts: Art History as Writing[6]
- Master Narratives and Their Discontents[12]